# Cirrhilabrus lubbocki

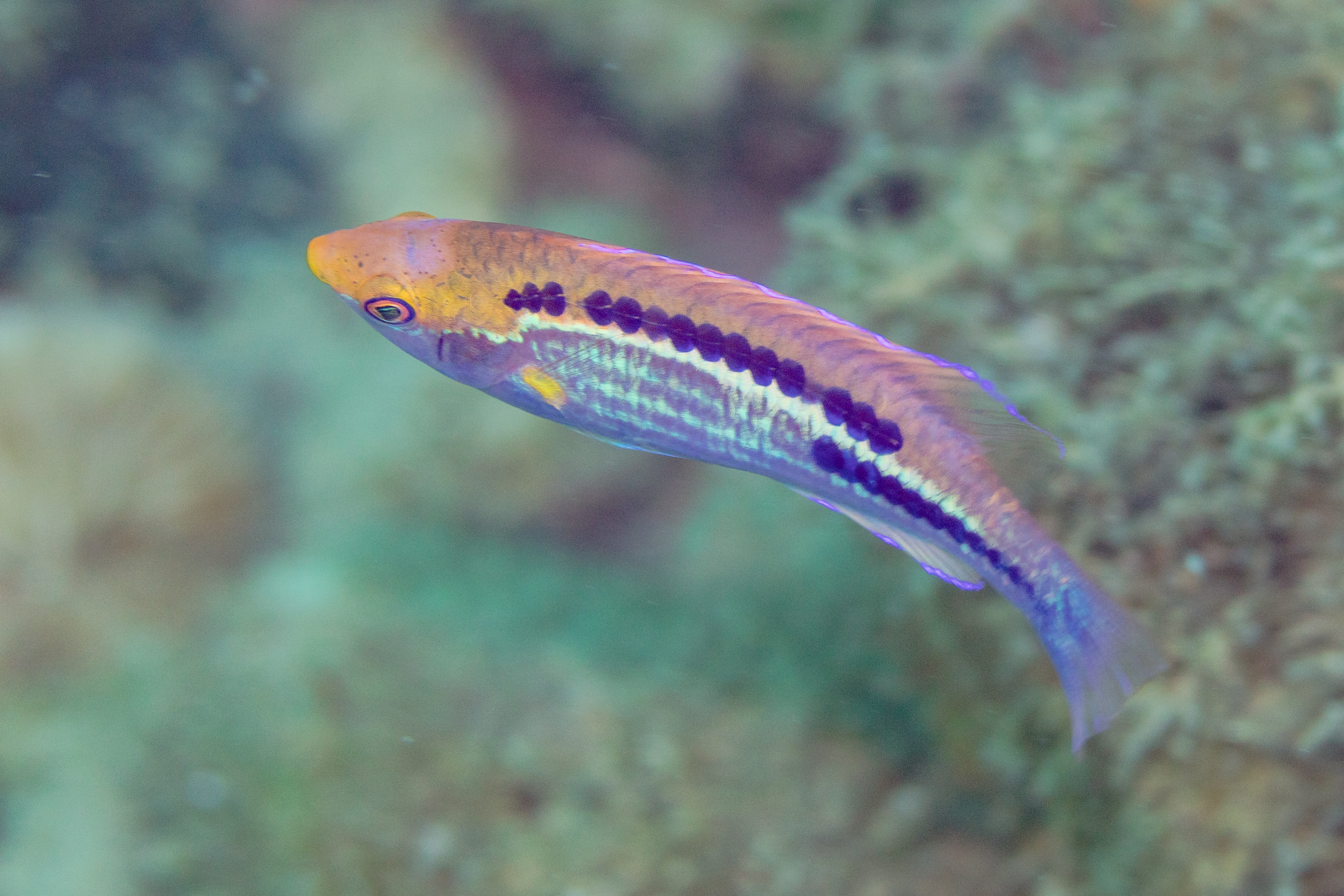
Ejemplar en Anilao, Filipinas.

Cirrhilabrus lubbocki es una especie de peces de la familia Labridae en el orden de los Perciformes.

## Morfología
Los machos pueden llegar alcanzar los 8 cm de longitud total.

## Distribución geográfica
Se encuentra en las Filipinas y las Célebes (Indonesia).